# Rubrivirga marina
Rubrivirga marina es una especie de bacteria gramnegativa del género Rubrivirga. Fue descrita en el año 2013. Su etimología hace referencia a marina. Es aerobia estricta e inmóvil. Tiene forma de bacilo de 0,7 μm de ancho por 1-5 μm de largo. Las colonias son de color rojo claro. Temperatura de crecimiento entre 10-37 °C, óptima de 25-30 °C. Catalasa negativa y oxidasa positiva. Tiene un contenido de G+C de 68,9%. Se ha aislado de aguas marinas a 3.000 m de profundidad en el Océano Pacífico cerca de Japón. 
De ella se ha aislado una enzima alginato liasa (AlyRm1), con alta resistencia al álcali.